# Bundestagswahlkreis Potsdam – Potsdam-Mittelmark II – Teltow-Fläming II
Der Wahlkreis Potsdam – Potsdam-Mittelmark II – Teltow-Fläming II (Wahlkreis 61) ist ein Bundestagswahlkreis in Brandenburg. Er umfasst neben der Stadt Potsdam die zum Landkreis Potsdam-Mittelmark gehörigen Gemeinden Kleinmachnow, Michendorf, Nuthetal, Schwielowsee, Stahnsdorf und Teltow. Außerdem gehört die Stadt Ludwigsfelde aus dem Landkreis Teltow-Fläming zum Wahlkreis. Bei der Bundestagswahl 2025 waren 234.264 Einwohner wahlberechtigt.

## Geschichte
Der Wahlkreis besteht in der jetzigen Form seit der Wahlkreisreform von 2002. Im Zuge der Neuordnung der Wahlkreise in Brandenburg gab damals der Vorgängerwahlkreis 276 Potsdam einige Gemeinden an den westlichen Nachbarwahlkreis Brandenburg an der Havel – Potsdam-Mittelmark I – Havelland III – Teltow-Fläming I ab. Dafür kam ein Teil des ehemaligen Landkreises Zossen, der bis 2002 zum Wahlkreis 278 Luckenwalde – Zossen – Jüterbog – Königs Wusterhausen gehörte, neu zum Wahlkreis.
Zum Wahlkreis gehörte ursprünglich das gesamte Gebiet des damaligen Amtes Fahrland. Nach dessen Auflösung 2003 ging vor der Bundestagswahl 2005 die ehemalige Gemeinde Seeburg an den Wahlkreis Oberhavel – Havelland II. Gleichzeitig erhielt der Wahlkreis das Gebiet der ehemaligen Gemeinde Derwitz vom Bundestagswahlkreis Brandenburg an der Havel – Potsdam-Mittelmark I – Havelland III – Teltow-Fläming I und vom Bundestagswahlkreis Dahme-Spreewald – Teltow-Fläming III – Oberspreewald-Lausitz I das Gebiet der ehemaligen Gemeinde Groß Schulzendorf.
Für die Bundestagswahl 2009 gab der Wahlkreis das Gebiet der Gemeinden Blankenfelde-Mahlow und Rangsdorf an den Wahlkreis Dahme-Spreewald – Teltow-Fläming III – Oberspreewald-Lausitz I ab.
2005 hatte er die Wahlkreisnummer 61, 2009 die Nummer 62 und seit 2013 wieder die Nummer 61.
Nach dem Mandatsverzicht der Abgeordneten Katherina Reiche wegen ihres Wechsels zum Verband kommunaler Unternehmen blieb der Sitz von 2015 bis 2017 unbesetzt.
Zur Bundestagswahl 2017 gab der Wahlkreis die Gemeinde Großbeeren an den Wahlkreis Dahme-Spreewald – Teltow-Fläming III – Oberspreewald-Lausitz I ab. Zur Bundestagswahl 2021 gab der Wahlkreis außerdem die Stadt Werder (Havel) an den Wahlkreis Brandenburg an der Havel – Potsdam-Mittelmark I – Havelland III – Teltow-Fläming I ab.
Zur Bundestagswahl 2021 gab es in diesem Wahlkreis mit Olaf Scholz (SPD) und Annalena Baerbock (Bündnis 90/Grüne) zwei von ihren Parteien aufgestellten Kanzlerkandidaten bzw. Kanzlerkandidatin.

## Wahlkreisabgeordnete
Wahlkreis Potsdam – Potsdam-Mittelmark II – Teltow-Fläming II bzw. Potsdam.
| Wahl | Abgeordneter | Abgeordneter             | Partei | Stimmen in % |
| ---- | ------------ | ------------------------ | ------ | ------------ |
| 1990 |              | Emil Schnell             | SPD    | 34,0         |
| 1994 | 42,0         | Emil Schnell             | SPD    |              |
| 1998 | 41,8         | Emil Schnell             | SPD    |              |
| 2002 |              | Andrea Wicklein          | SPD    | 41,1         |
| 2005 | 40,7         | Andrea Wicklein          | SPD    |              |
| 2009 | 28,7         | Andrea Wicklein          | SPD    |              |
| 2013 |              | Katherina Birgitt Reiche | CDU    | 32,6         |
| 2017 |              | Manja Schüle             | SPD    | 26,1         |
| 2021 |              | Olaf Scholz              | SPD    | 34,0         |
| 2025 | 21,8         | Olaf Scholz              | SPD    |              |

## Wahlergebnisse

### Bundestagswahl 2025
| Kandidaten                                            | Kandidaten               | Parteien/Listen     | Erststimmen | Erststimmen | Zweitstimmen | Zweitstimmen |
| Kandidaten                                            | Kandidaten               | Parteien/Listen     | Stimmen     | %           | Stimmen      | %            |
| ----------------------------------------------------- | ------------------------ | ------------------- | ----------- | ----------- | ------------ | ------------ |
|                                                       | Olaf Scholzgewählt im WK | SPD                 | 43.336      | 21,8        | 34.040       | 17,1         |
|                                                       | Alexander Tassis         | AfD                 | 37.823      | 19,0        | 36.947       | 18,5         |
|                                                       | Tabea Gutschmidt         | CDU                 | 40.930      | 20,6        | 38.263       | 19,2         |
|                                                       | Linda Teuteberg          | FDP                 | 7.959       | 4,0         | 8.599        | 4,3          |
|                                                       | Annalena Baerbock        | GRÜNE               | 31.619      | 15,9        | 29.115       | 14,6         |
|                                                       | Isabelle Vandre          | DIE LINKE           | 27.524      | 13,8        | 29.408       | 14,7         |
|                                                       | Michael Reichert         | FREIE WÄHLER        | 3.905       | 2,0         | 1.852        | 0,9          |
|                                                       | –                        | Die PARTEI          | –           | –           | 1.605        | 0,8          |
|                                                       | Benjamin Körner          | Volt                | 3.405       | 1,7         | 2.403        | 1,2          |
|                                                       | –                        | MLPD                | –           | –           | 123          | 0,1          |
|                                                       | Marco Schulz             | Bündnis Deutschland | 1.372       | 0,7         | 621          | 0,3          |
|                                                       | –                        | BSW                 | –           | –           | 16.658       | 8,3          |
|                                                       | Hermann Krämer           | Einzelbewerber      | 685         | 0,3         | –            | –            |
|                                                       | Edmund Müller            | Einzelbewerber      | 551         | 0,3         | –            | –            |
| Gesamt                                                | Gesamt                   | Gesamt              | 199.109     | 100         | 199.634      | 100          |
|                                                       |                          |                     |             |             |              |              |
| Ungültige Stimmen                                     | Ungültige Stimmen        | Ungültige Stimmen   | 1.616       | 0,8         | 1.091        | 0,5          |
| Wähler                                                | Wähler                   | Wähler              | 200.725     | 85,7        | 200.725      | 85,7         |
| Wahlberechtigte                                       | Wahlberechtigte          | Wahlberechtigte     | 234.264     |             | 234.264      |              |
|                                                       |                          |                     |             |             |              |              |
| Quellen: Die Bundeswahlleiterin, Kandidaten – Stimmen |                          |                     |             |             |              |              |

### Bundestagswahl 2021
| Kandidaten                                            | Kandidaten               | Parteien/Listen   | Erststimmen | Erststimmen | Zweitstimmen | Zweitstimmen |
| Kandidaten                                            | Kandidaten               | Parteien/Listen   | Stimmen     | %           | Stimmen      | %            |
| ----------------------------------------------------- | ------------------------ | ----------------- | ----------- | ----------- | ------------ | ------------ |
|                                                       | Saskia Ludwig            | CDU               | 26.050      | 13,8        | 26.287       | 13,9         |
|                                                       | Tim Krause               | AfD               | 17.302      | 9,2         | 18.658       | 9,9          |
|                                                       | Olaf Scholzgewählt im WK | SPD               | 64.271      | 34,0        | 50.965       | 27,0         |
|                                                       | Norbert Müller           | DIE LINKE         | 14.701      | 7,8         | 19.110       | 10,1         |
|                                                       | Linda Teuteberg          | FDP               | 16.872      | 8,9         | 20.210       | 10,7         |
|                                                       | Annalena Baerbock        | GRÜNE             | 35.452      | 18,8        | 35.865       | 19,0         |
|                                                       | –                        | Tierschutzpartei  | –           | –           | 4.562        | 2,4          |
|                                                       | Orson Baecker            | Die PARTEI        | 3.367       | 1,8         | 2.795        | 1,5          |
|                                                       | Andreas Wenzel           | FREIE WÄHLER      | 3.439       | 1,8         | 3.115        | 1,6          |
|                                                       | –                        | NPD               | –           | –           | 239          | 0,1          |
|                                                       | Frank Erhardt            | DKP               | 369         | 0,2         | 271          | 0,1          |
|                                                       | Daniel Margraf           | ÖDP               | 804         | 0,4         | 575          | 0,3          |
|                                                       | –                        | MLPD              | –           | –           | 79           | 0,0          |
|                                                       | Dorit Rust               | dieBasis          | 3.019       | 1,6         | 2.977        | 1,6          |
|                                                       | Lukas Minogue            | Die Humanisten    | 458         | 0,2         | 368          | 0,2          |
|                                                       | –                        | PIRATEN           | –           | –           | 705          | 0,4          |
|                                                       | –                        | Team Todenhöfer   | –           | –           | 469          | 0,2          |
|                                                       | –                        | UNABHÄNGIGE       | –           | –           | 613          | 0,3          |
|                                                       | Benjamin Körner          | Volt              | 1.004       | 0,5         | 1.022        | 0,5          |
|                                                       | Lu Yen Roloff            | Einzelbewerber    | 845         | 0,4         | –            | –            |
|                                                       | Edmund Müller            | Einzelbewerber    | 442         | 0,2         | –            | –            |
|                                                       | Antje Grütte             | Einzelbewerber    | 57          | 0,0         | –            | –            |
|                                                       | Ingo Charnow             | Einzelbewerber    | 393         | 0,2         | –            | –            |
| Gesamt                                                | Gesamt                   | Gesamt            | 188.845     | 100         | 188.885      | 100          |
|                                                       |                          |                   |             |             |              |              |
| Ungültige Stimmen                                     | Ungültige Stimmen        | Ungültige Stimmen | 1.702       | 0,9         | 1.662        | 0,9          |
| Wähler                                                | Wähler                   | Wähler            | 190.547     | 81,9        | 190.547      | 81,9         |
| Wahlberechtigte                                       | Wahlberechtigte          | Wahlberechtigte   | 232.797     |             | 232.797      |              |
|                                                       |                          |                   |             |             |              |              |
| Quellen: Die Bundeswahlleiterin, Kandidaten – Stimmen |                          |                   |             |             |              |              |

### Bundestagswahl 2017
| Kandidaten                                            | Kandidaten                | Parteien/Listen   | Erststimmen | Erststimmen | Zweitstimmen | Zweitstimmen |
| Kandidaten                                            | Kandidaten                | Parteien/Listen   | Stimmen     | %           | Stimmen      | %            |
| ----------------------------------------------------- | ------------------------- | ----------------- | ----------- | ----------- | ------------ | ------------ |
|                                                       | Saskia Ludwig             | CDU               | 48.095      | 24,9        | 48.015       | 24,8         |
|                                                       | Manja Schülegewählt im WK | SPD               | 50.588      | 26,1        | 35.773       | 18,5         |
|                                                       | Norbert Müller            | DIE LINKE         | 31.840      | 16,5        | 35.106       | 18,1         |
|                                                       | René Springer             | AfD               | 23.890      | 12,3        | 26.133       | 13,5         |
|                                                       | Annalena Baerbock         | GRÜNE/B90         | 15.549      | 8,0         | 19.079       | 9,8          |
|                                                       | –                         | NPD               | –           | –           | 682          | 0,4          |
|                                                       | Linda Teuteberg           | FDP               | 14.425      | 7,5         | 17.768       | 9,2          |
|                                                       | Irene Kamenz              | FREIE WÄHLER      | 2.484       | 1,3         | 1.606        | 0,8          |
|                                                       | –                         | MLPD              | –           | –           | 146          | 0,1          |
|                                                       | –                         | BGE               | –           | –           | 1.073        | 0,6          |
|                                                       | Mario Berríos Miranda     | DKP               | 551         | 0,3         | 328          | 0,2          |
|                                                       | –                         | DM                | –           | –           | 662          | 0,3          |
|                                                       | –                         | ÖDP               | –           | –           | 432          | 0,2          |
|                                                       | Bettina Franke            | Die PARTEI        | 4.575       | 2,4         | 3.410        | 1,8          |
|                                                       | –                         | Tierschutzpartei  | –           | –           | 3.656        | 1,9          |
|                                                       | Andreas Schramm           | PIRATEN           | 472         | 0,2         | –            | –            |
|                                                       | Edmund Müller             | Einzelbewerber    | 1.041       | 0,5         | –            | –            |
| Gesamt                                                | Gesamt                    | Gesamt            | 193.510     | 100         | 193.869      | 100          |
|                                                       |                           |                   |             |             |              |              |
| Ungültige Stimmen                                     | Ungültige Stimmen         | Ungültige Stimmen | 2.292       | 1,2         | 1.933        | 1,0          |
| Wähler                                                | Wähler                    | Wähler            | 195.802     | 79,1        | 195.802      | 79,1         |
| Wahlberechtigte                                       | Wahlberechtigte           | Wahlberechtigte   | 247.441     |             | 247.441      |              |
|                                                       |                           |                   |             |             |              |              |
| Quellen: Die Bundeswahlleiterin, Kandidaten – Stimmen |                           |                   |             |             |              |              |

### Bundestagswahl 2013
| Kandidaten                                            | Kandidaten                    | Parteien/Listen   | Erststimmen | Erststimmen | Zweitstimmen | Zweitstimmen |
| Kandidaten                                            | Kandidaten                    | Parteien/Listen   | Stimmen     | %           | Stimmen      | %            |
| ----------------------------------------------------- | ----------------------------- | ----------------- | ----------- | ----------- | ------------ | ------------ |
|                                                       | Norbert Müller                | DIE LINKE         | 35.914      | 20,0        | 37.294       | 20,7         |
|                                                       | Andrea Wicklein               | SPD               | 57.669      | 32,2        | 44.723       | 24,9         |
|                                                       | Katherina Reichegewählt im WK | CDU               | 58.399      | 32,6        | 56.449       | 31,4         |
|                                                       | Jacqueline Krüger             | FDP               | 3.200       | 1,8         | 5.900        | 3,3          |
|                                                       | Annalena Baerbock             | GRÜNE             | 12.903      | 7,2         | 16.241       | 9,0          |
|                                                       | Florian Stein                 | NPD               | 3.147       | 1,8         | 2.067        | 1,1          |
|                                                       | Cornelius Everding            | PIRATEN           | 5.445       | 3,0         | 4.814        | 2,7          |
|                                                       | –                             | REP               | –           | –           | 207          | 0,1          |
|                                                       | –                             | MLPD              | –           | –           | 265          | 0,1          |
|                                                       | –                             | AfD               | –           | –           | 10.282       | 5,7          |
|                                                       | –                             | pro Deutschland   | –           | –           | 610          | 0,3          |
|                                                       | –                             | FREIE WÄHLER      | –           | –           | 1.045        | 0,6          |
|                                                       | Edmund Ernst Müller           | Einzelbewerber    | 500         | 0,3         | –            | –            |
|                                                       | Christoph Hörstel             | Einzelbewerber    | 719         | 0,4         | –            | –            |
|                                                       | Rolf Hercher                  | Einzelbewerber    | 1.243       | 0,7         | –            | –            |
| Gesamt                                                | Gesamt                        | Gesamt            | 179.139     | 100         | 179.897      | 100          |
|                                                       |                               |                   |             |             |              |              |
| Ungültige Stimmen                                     | Ungültige Stimmen             | Ungültige Stimmen | 3.088       | 1,7         | 2.330        | 1,3          |
| Wähler                                                | Wähler                        | Wähler            | 182.227     | 74,4        | 182.227      | 74,4         |
| Wahlberechtigte                                       | Wahlberechtigte               | Wahlberechtigte   | 244.812     |             | 244.812      |              |
|                                                       |                               |                   |             |             |              |              |
| Quellen: Die Bundeswahlleiterin, Kandidaten – Stimmen |                               |                   |             |             |              |              |

### Bundestagswahl 2009
| Kandidaten                                          | Kandidaten                   | Parteien/Listen   | Erststimmen | Erststimmen | Zweitstimmen | Zweitstimmen |
| Kandidaten                                          | Kandidaten                   | Parteien/Listen   | Stimmen     | %           | Stimmen      | %            |
| --------------------------------------------------- | ---------------------------- | ----------------- | ----------- | ----------- | ------------ | ------------ |
|                                                     | Andrea Wickleingewählt im WK | SPD               | 48.720      | 28,7        | 44.450       | 26,0         |
|                                                     | Rolf Kutzmutz                | DIE LINKE         | 48.515      | 28,6        | 43.354       | 25,4         |
|                                                     | Katherina Reiche             | CDU               | 40.708      | 24,0        | 36.600       | 21,4         |
|                                                     | Jan Syré                     | FDP               | 12.356      | 7,3         | 17.986       | 10,5         |
|                                                     | Cornelia Behm                | GRÜNE/B90         | 16.479      | 9,7         | 18.279       | 10,7         |
|                                                     | Dieter Woche                 | NPD               | 3.061       | 1,8         | 2.129        | 1,2          |
|                                                     | –                            | MLPD              | –           | –           | 202          | 0,1          |
|                                                     | –                            | BüSo              | –           | –           | 345          | 0,2          |
|                                                     | –                            | DVU               | –           | –           | 939          | 0,6          |
|                                                     | –                            | REP               | –           | –           | 269          | 0,2          |
|                                                     | –                            | FWD               | –           | –           | 942          | 0,6          |
|                                                     | –                            | PIRATEN           | –           | –           | 5.171        | 3,0          |
| Gesamt                                              | Gesamt                       | Gesamt            | 169.839     | 100         | 170.666      | 100          |
|                                                     |                              |                   |             |             |              |              |
| Ungültige Stimmen                                   | Ungültige Stimmen            | Ungültige Stimmen | 4.387       | 2,5         | 3.560        | 2,0          |
| Wähler                                              | Wähler                       | Wähler            | 174.226     | 72,8        | 174.226      | 72,8         |
| Wahlberechtigte                                     | Wahlberechtigte              | Wahlberechtigte   | 239.221     |             | 239.221      |              |
|                                                     |                              |                   |             |             |              |              |
| Quellen: Der Bundeswahlleiter, Kandidaten – Stimmen |                              |                   |             |             |              |              |

### Bundestagswahl 2005
| Kandidaten                                          | Kandidaten                   | Parteien/Listen   | Erststimmen | Erststimmen | Zweitstimmen | Zweitstimmen |
| Kandidaten                                          | Kandidaten                   | Parteien/Listen   | Stimmen     | %           | Stimmen      | %            |
| --------------------------------------------------- | ---------------------------- | ----------------- | ----------- | ----------- | ------------ | ------------ |
|                                                     | Andrea Wickleingewählt im WK | SPD               | 81.092      | 40,7        | 74.114       | 37,2         |
|                                                     | Katherina Reiche             | CDU               | 43.923      | 22,1        | 38.068       | 19,1         |
|                                                     | Rolf Kutzmutz                | Die Linke.        | 51.050      | 25,6        | 47.059       | 23,6         |
|                                                     | Heinz Lanfermann             | FDP               | 7.159       | 3,6         | 15.653       | 7,8          |
|                                                     | Joachim Gessinger            | GRÜNE/B90         | 9.232       | 4,6         | 17.332       | 8,7          |
|                                                     | Detlef Appel                 | NPD               | 3.661       | 1,8         | 3.644        | 1,8          |
|                                                     | –                            | GRAUE             | –           | –           | 1.965        | 1,0          |
|                                                     | –                            | 50Plus            | –           | –           | 1.259        | 0,6          |
|                                                     | –                            | MLPD              | –           | –           | 391          | 0,2          |
|                                                     | Manuela Berlich              | FAMILIE           | 3.079       | 1,5         | –            | –            |
| Gesamt                                              | Gesamt                       | Gesamt            | 199.196     | 100         | 199.485      | 100          |
|                                                     |                              |                   |             |             |              |              |
| Ungültige Stimmen                                   | Ungültige Stimmen            | Ungültige Stimmen | 3.158       | 1,6         | 2.869        | 1,4          |
| Wähler                                              | Wähler                       | Wähler            | 202.354     | 79,6        | 202.354      | 79,6         |
| Wahlberechtigte                                     | Wahlberechtigte              | Wahlberechtigte   | 254.100     |             | 254.100      |              |
|                                                     |                              |                   |             |             |              |              |
| Quellen: Der Bundeswahlleiter, Kandidaten – Stimmen |                              |                   |             |             |              |              |